# Horaella thomassoni
Horaella thomassoni är en hjuldjursart som beskrevs av Koste 1973. Horaella thomassoni ingår i släktet Horaella och familjen Trochosphaeridae. Inga underarter finns listade i Catalogue of Life.